# Scorpaena

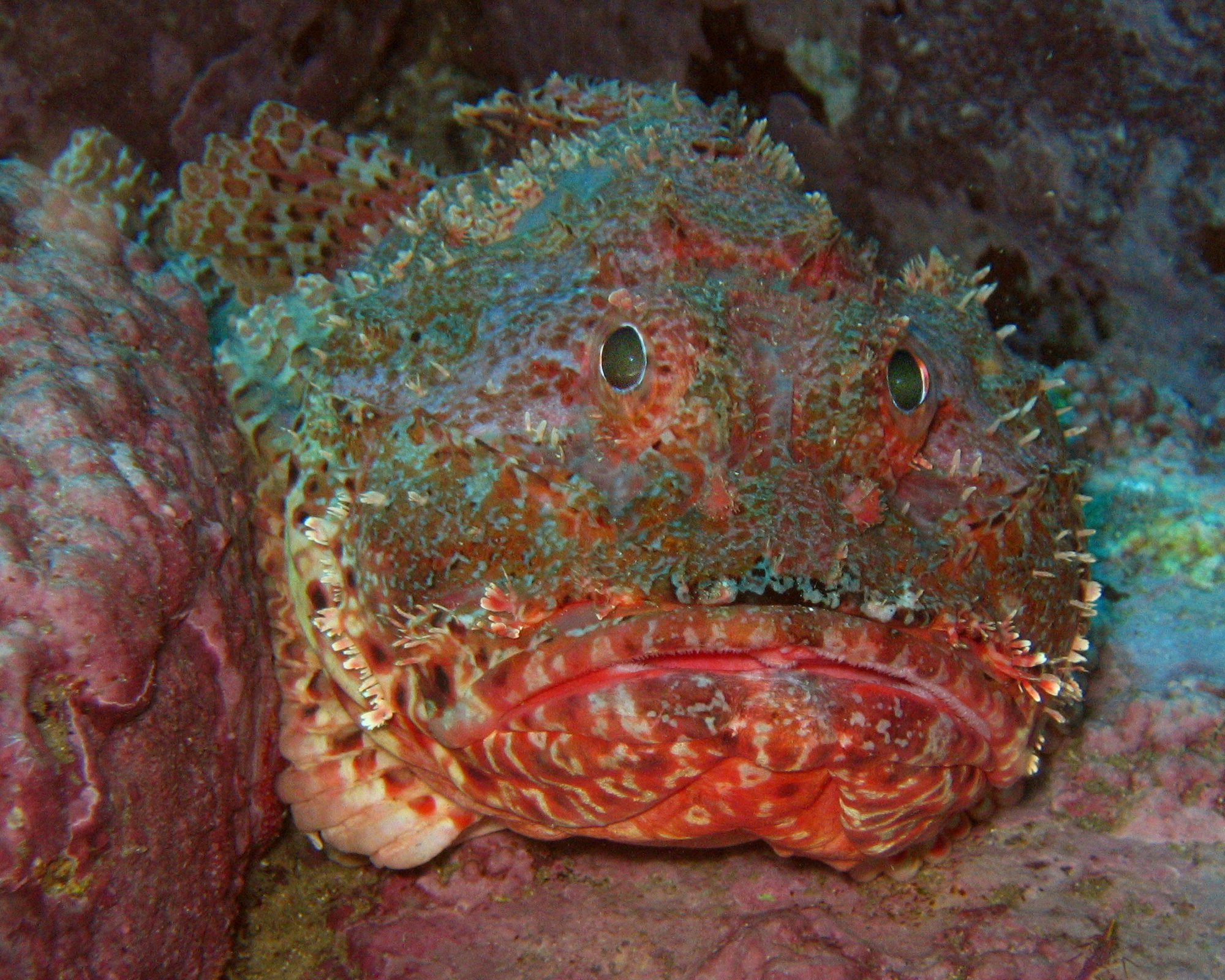
Scorpaena cardinalis

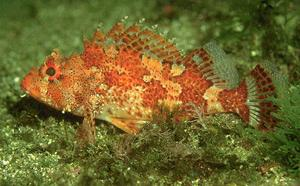
Escórpora de penyal (Scorpaena maderensis)

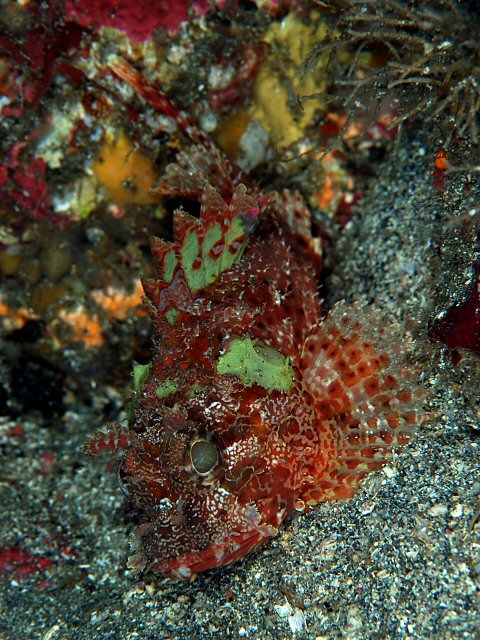
Scorpaena miostoma

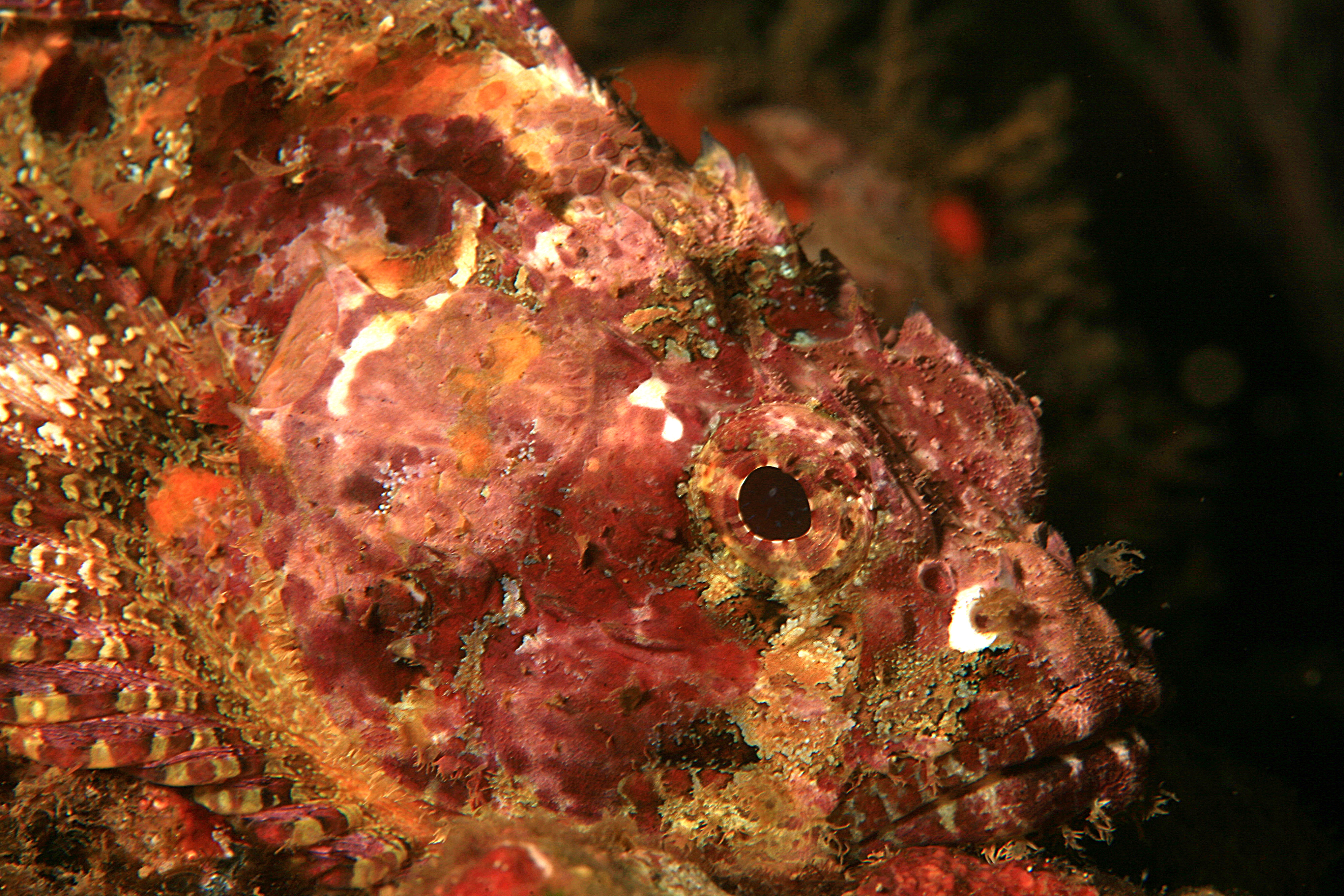
Scorpaena mystes

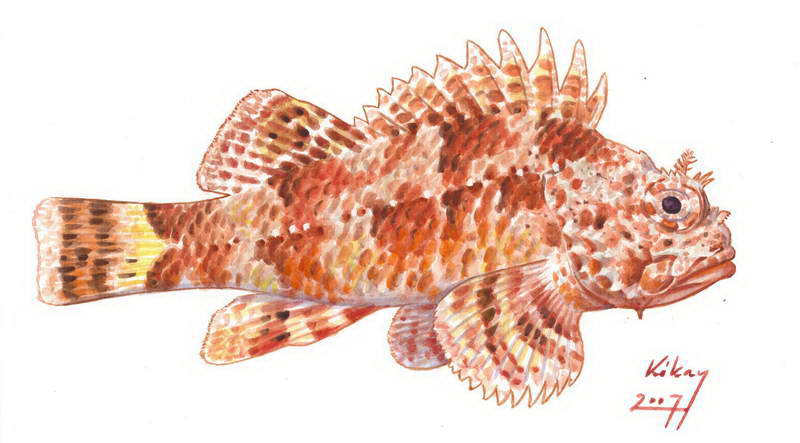
Captinyós (Scorpaena notata)

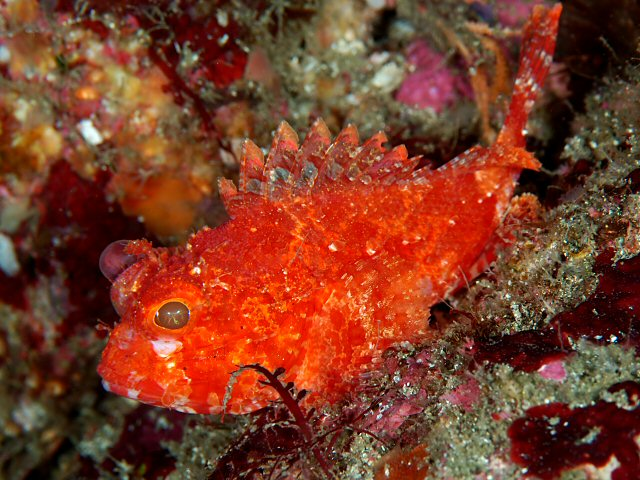
Scorpaena onaria

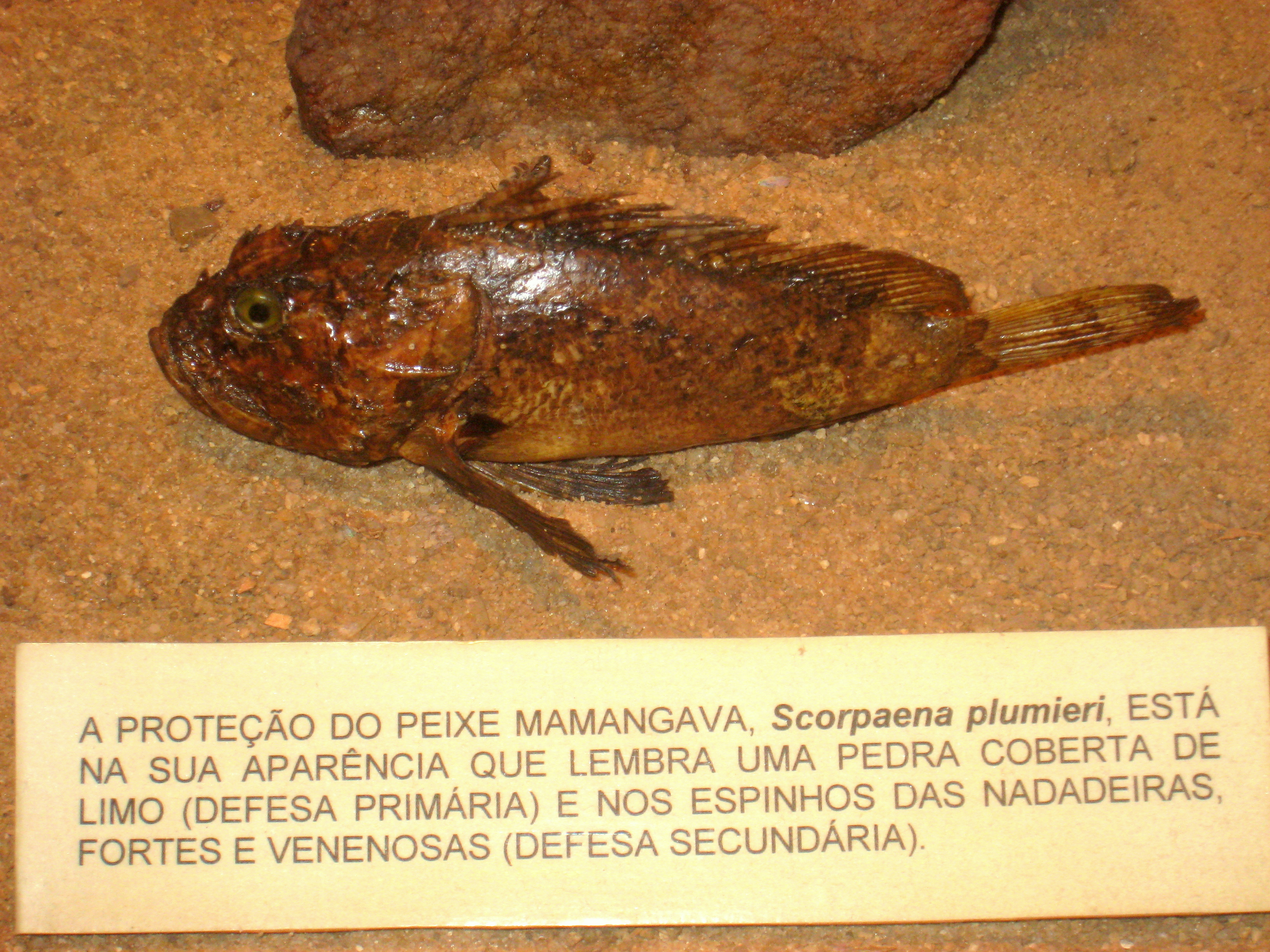
Scorpaena plumieri

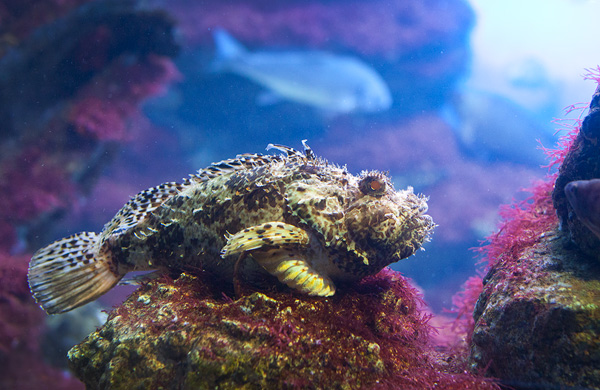
Escórpora fosca (Scorpaena porcus)

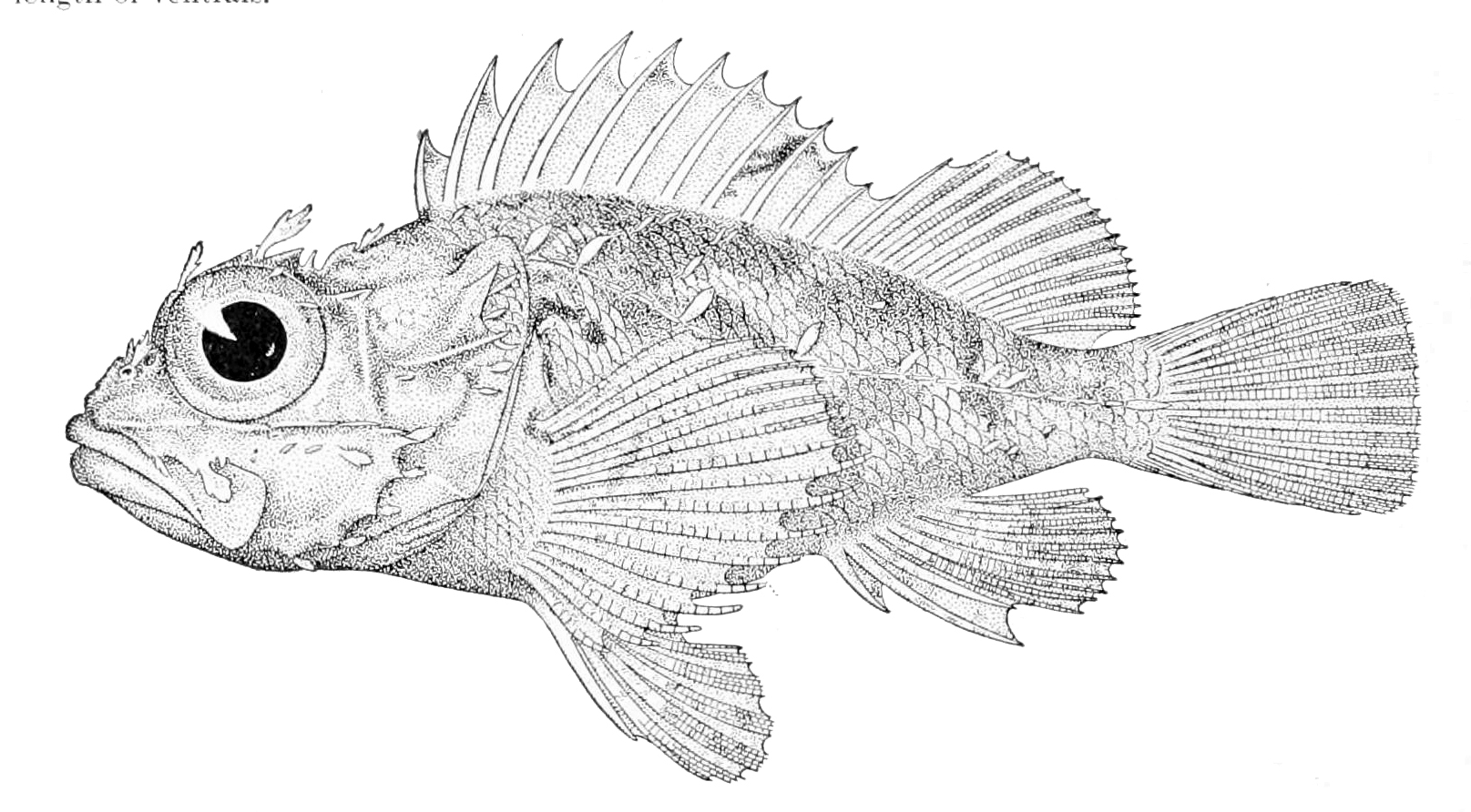
Scorpaena colorata

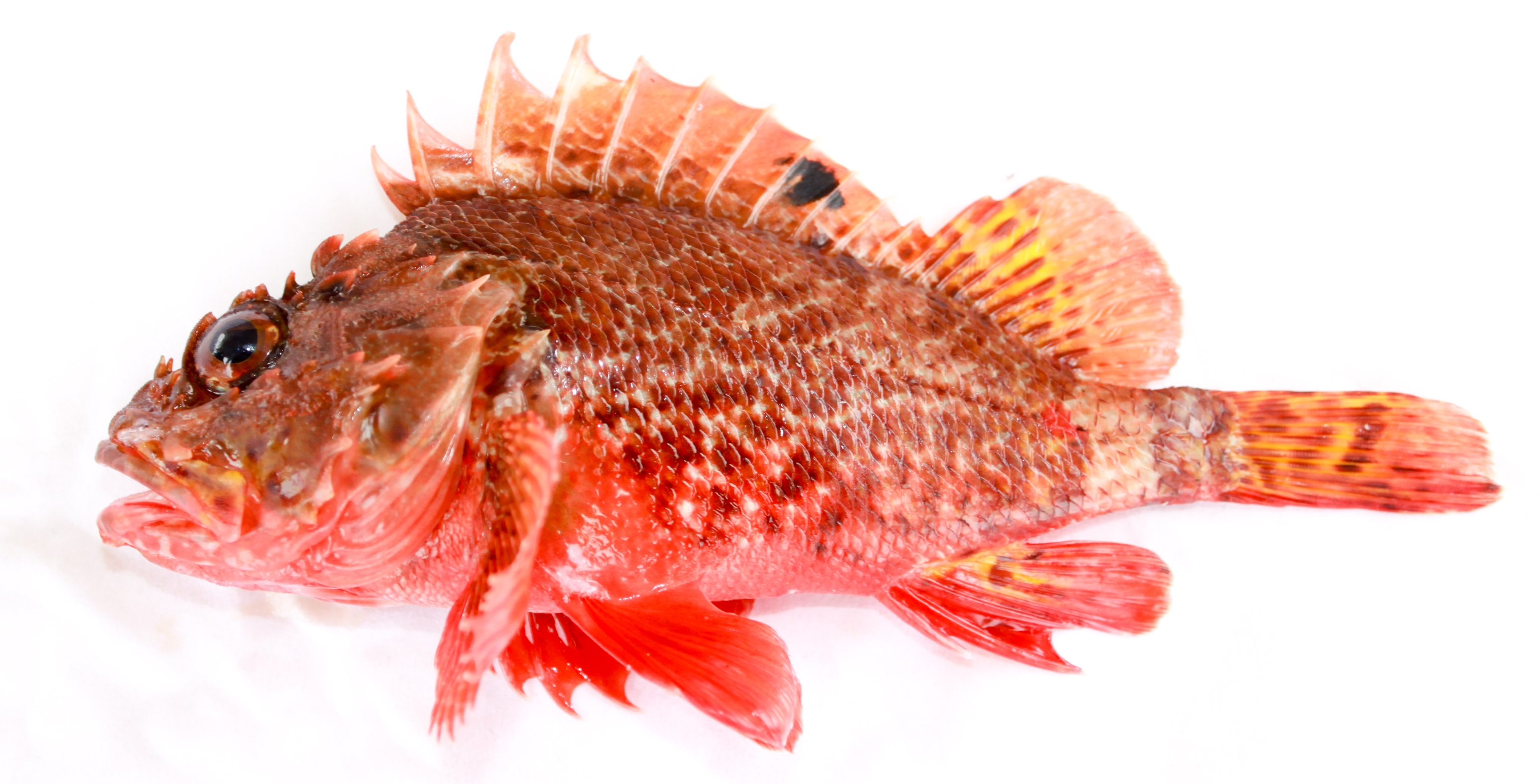
Scorpaena papillosa

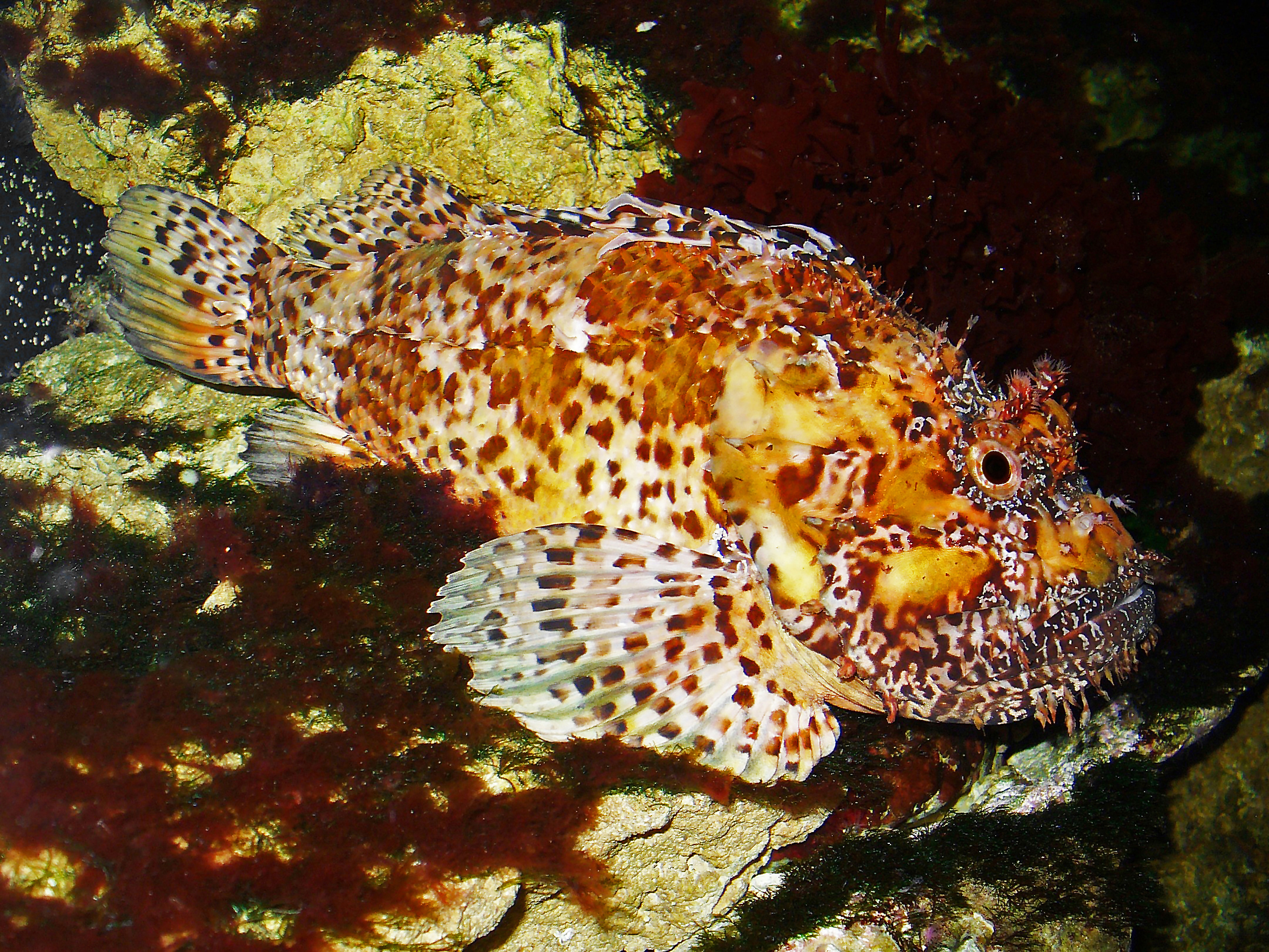
Cap-roig (Scorpaena scrofa)

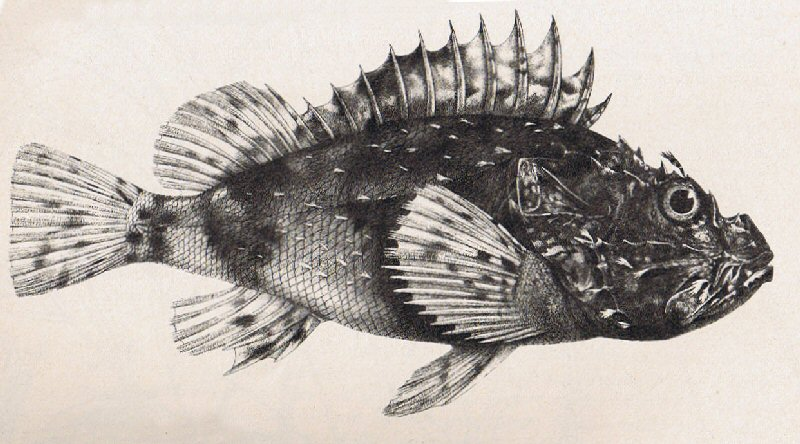
Scorpaena thomsoni

Scorpaena és un gènere de peixos pertanyent a la família dels escorpènids.

## Descripció
- Cap voluminós, molt ossut, amb nombroses espines i, normalment, amb una depressió darrere de l'ull.
- Escates del cos llises o aspres.
- Aletes pectorals amb 15-16 radis.
- La part superior de la boca presenta dents als costats però no al davant.
- Posseeixen glàndules verinoses a les aletes pectorals i ventrals.

## Distribució geogràfica
Es troba als oceans i mars de clima tropical i temperat.

## Taxonomia
- Scorpaena afuerae (Hildebrand, 1946)[5]
- Scorpaena agassizii (Goode & Bean, 1896)[6]
- Scorpaena albifimbria (Evermann & Marsh, 1900)[7]
- Scorpaena angolensis (Norman, 1935)[8]
- Scorpaena annobonae (Eschmeyer, 1969)[9]
- Scorpaena ascensionis (Eschmeyer, 1971)[10]
- Scorpaena azorica (Eschmeyer, 1969)[9]
- Scorpaena bergii (Evermann & Marsh, 1900)[7]
- Scorpaena brachyptera (Eschmeyer, 1965)[11]
- Scorpaena brasiliensis (Cuvier, 1829)[12]
- Scorpaena brevispina (Motomura & Senou, 2008)[13]
- Scorpaena bulacephala (Motomura, Last & Yearsley, 2005)[14]
- Scorpaena calcarata (Goode & Bean, 1882)[15]
- Scorpaena canariensis (Sauvage, 1878)[16]
- Scorpaena cardinalis (Solander & Richardson, 1842)[17]
- Scorpaena cocosensis (Motomura, 2004)[18]
- Scorpaena colorata (Gilbert, 1905)[19]
- Scorpaena cookii (Günther, 1874)[20]
- Scorpaena dispar (Longley & Hildebrand, 1940)[21]
- Scorpaena elachys (Eschmeyer, 1965)[11]
- Scorpaena elongata (Cadenat, 1943)[22]
- Scorpaena fernandeziana (Steindachner, 1875)[23]
- Scorpaena gasta (Motomura, Last & Yearsley, 2006)[24]
- Scorpaena gibbifrons (Fowler, 1938)[25]
- Scorpaena grandicornis (Cuvier, 1829)[12]
- Scorpaena grandisquamis (Ogilby, 1910)[26]
- Scorpaena grattanica (Trunov, 2006)[27]
- Scorpaena guttata (Girard, 1854)[28]
- Scorpaena hatizyoensis (Matsubara, 1943)[29]
- Scorpaena hemilepidota (Fowler, 1938)[25]
- Scorpaena histrio (Jenyns, 1840)[30]
- Scorpaena inermis (Cuvier, 1829)[12]
- Scorpaena isthmensis (Meek & Hildebrand, 1928)[31]
- Scorpaena izensis (Jordan & Starks, 1904)[32]
- Scorpaena lacrimata (Randall & Greenfield, 2004)[33]
- Scorpaena laevis (Troschel, 1866)[34]
- Escórpora de Loppe (Scorpaena loppei) (Cadenat, 1943)[35]
- Escórpora de penyal (Scorpaena maderensis) (Valenciennes, 1833)[36]
- Scorpaena melasma (Eschmeyer, 1965)[11]
- Scorpaena mellissii (Günther, 1868)[37]
- Scorpaena miostoma (Günther, 1877)[38]
- Scorpaena moultoni (Whitley, 1961)
- Scorpaena mystes (Jordan & Starks, 1895)[39]
- Scorpaena neglecta (Temminck & Schlegel, 1843)[40]
- Scorpaena normani (Cadenat, 1943)[35]
- Captinyós (Scorpaena notata) (Rafinesque, 1810)[41]
- Scorpaena onaria (Jordan & Snyder, 1900)[42]
- Scorpaena orgila (Eschmeyer & Allen, 1971)[43]
- Scorpaena papillosa (Schneider & Forster, 1801)[44]
- Scorpaena pascuensis (Eschmeyer & Allen, 1971)[43]
- Scorpaena pele (Eschmeyer & Randall, 1975)[45]
- Scorpaena pepo (Motomura, Poss & Shao, 2007)[46]
- Scorpaena petricola (Eschmeyer, 1965)[11]
- Scorpaena plumieri (Bloch, 1789)[47]
- Escórpora fosca (Scorpaena porcus) (Linnaeus, 1758)[48]
- Scorpaena russula (Jordan & Bollman, 1890)[49]
- Cap-roig (Scorpaena scrofa) (Linnaeus, 1758)[48]
- Scorpaena sonorae (Jenkins & Evermann, 1889)[50]
- Escórpora africana (Scorpaena stephanica) (Cadenat, 1943)[22]
- Scorpaena sumptuosa (Castelnau, 1875)[51]
- Scorpaena thomsoni (Günther, 1880)[52]
- Scorpaena tierrae (Hildebrand, 1946)[5]
- Scorpaena uncinata (de Buen, 1961)[53][54][55][56][57]